# Militärhistoriker
Ein Militärhistoriker ist ein Wissenschaftler, der sich mit der Erforschung und Darstellung der Militärgeschichte beschäftigt. Wissenschaftliche Militärgeschichte ist seit Hans Delbrück ein Sachbereich der Geschichtswissenschaft. Während ältere Arbeiten von überwiegend Offizieren sich ausschließlich mit Kriegen, Schlachten und Feldherren beschäftigten, erweiterte die moderne Militärgeschichtsforschung das Feld um sozial- und kulturgeschichtliche Aspekte, ohne allerdings seinen Kernbestandteil aus den Augen zu verlieren. Davon zu unterscheiden sind überwiegend populärwissenschaftlich arbeitende Publizisten mit hoher Technikaffinität. Die seriöse militärhistorische Forschung umfasst alle Epochen und ist durch die Bedeutung von Gewalt und Krieg in der Menschheitsgeschichte nahezu unbegrenzt. Insbesondere der Blickwinkel des einfachen Soldaten rückte in jüngster Zeit immer mehr in den Vordergrund. Führende Vertreter des Faches finden sich insbesondere im anglo-amerikanischen Raum, wo sich die Forschung durch die weniger Bruchlinien-behaftete Militärgeschichte institutionalisiert hat. Dort wird Militärgeschichte auch fächerübergreifend unter Einbeziehung anderer militärwissenschaftlicher Disziplinen wie Strategische Studien und Konfliktforschung betrieben. Im deutschsprachigen Raum hatte in der Forschung lange Zeit das Militärgeschichtliche Forschungsamt Vorbildcharakter.

## Forschungsfeld
Das Forschungsfeld eines Militärhistorikers ist sehr weit gefasst. In der Wissenschaft ist daher umstritten, wann sich ein Historiker, der überwiegend und ausufernd Nachbardisziplinen (Ortsgeschichte, Frauengeschichte etc.) bearbeitet, noch tatsächlich Militärhistoriker nennen sollte. Seine Tätigkeit hat nach überwiegender Ansicht nur dann eine Berechtigung, wenn er seinen Forschungsschwerpunkt auch auf militärische Themen legt. Nachfolgend sind allgemeine Interessenbereiche der militärgeschichtlichen Forschung aufgelistet u. a. Altertum, Mittelalter, Waffen, Rüstung und Festung, Dreißigjähriger Krieg, Söldner, Koalitionskriege, Sezessionskrieg, Kolonialismus und Imperialismus, Uniformen und Orden, Erster Weltkrieg, Marinegeschichte und Seekrieg, Zweiter Weltkrieg, Geschichte der Luftfahrt und Luftkrieg, Kalter Krieg, Koreakrieg, Vietnamkrieg, Terrorismus, Nachrichtendienste, Sicherheitspolitik, Private Sicherheits- und Militärunternehmen und Cyberkrieg. Von der wissenschaftlichen Forschung nicht anerkannt sind populärwissenschaftlich orientierte Arbeiten von Schriftstellern wie sie es vielfach etwa zu Generalen des Zweiten Weltkrieges oder Militärfahrzeugen gibt.

## Deutschsprachiger Raum

### Deutschland
Als Meilenstein in der Entwicklung der modernen wissenschaftlichen Militärgeschichte ist das Engagement Hans Delbrücks (Professor an der Friedrich-Wilhelms-Universität zu Berlin) zu werten, der losgelöst von der offiziellen Kriegsgeschichtsschreibung der Offiziere in der Kriegsgeschichtlichen Abteilung das Fach in der zivilen Geschichtswissenschaft verankern versuchte.

#### Situation in der Bundesrepublik
Die einzige Professur für Militärgeschichte wurde in der Bundesrepublik zunächst von Werner Hahlweg, dem Nestor der deutschen Clausewitz-Forschung, an der Westfälischen Wilhelms-Universität in Münster besetzt. Er war ein Schüler Walter Elzes und stand somit auch in der Tradition von Hans Delbrück. In den 1980er Jahren bekleidete dann Bernhard Sicken eine entsprechende Professur.
In der BRD werden militärgeschichtliche Forschungen in besonderer Weise von Zivilbeschäftigten und Soldaten – siehe Historikeroffizier – am Zentrum für Militärgeschichte und Sozialwissenschaften der Bundeswehr (ZMSBw, vormals Militärgeschichtliches Forschungsamt (MGFA)) in Potsdam (vormals Freiburg im Breisgau) betrieben. Am ZMSBw sind auch Zusammenschlüsse von Wissenschaftlern wie die Deutsche Kommission für Militärgeschichte und das Deutsche Komitee für die Geschichte des Zweiten Weltkrieges beheimatet.
Weitere universitäre Grundlagenforschung wird vom Institut für Zeitgeschichte (IfZ) in München, namentlich von Historikern wie Christian Hartmann, Johannes Hürter, Peter Lieb, Dieter Pohl und Thomas Schlemmer, sowie außeruniversitär vom Hamburger Institut für Sozialforschung (HIS) betrieben, die allerdings nicht ausschließlich auf Militärgeschichte spezialisiert sind. Ferner ist an der Eberhard Karls Universität Tübingen der Sonderforschungsbereich 437 „Kriegserfahrungen. Krieg und Gesellschaft in der Neuzeit“ ansässig.
Seit Ende der 1990er Jahre wird ein Lehrstuhl für Militärgeschichte / Kulturgeschichte der Gewalt vom Bundesministerium der Verteidigung (BMVg) gestiftet, der bis 2013 von Bernhard R. Kroener besetzt war, danach von Christian Th. Müller vertreten wurde; 2016 wurde Sönke Neitzel auf den Lehrstuhl berufen. Von 2007 bis 2016 bot die Universität Potsdam mit Unterstützung des MGFA bzw. ZMSBw einen Masterstudiengang „Military Studies“ mit den Inhalten Militärgeschichte und Militärsoziologie (Professur für Allgemeine Soziologie) an. Seit dem WS 2016/17 existiert der Masterstudiengang „War and Conflict Studies“.
Deutschlands führende wissenschaftliche Fachzeitschrift ist die Militärgeschichtliche Zeitschrift (MGZ, vormals Militärgeschichtliche Mitteilungen (MGM)), die im Auftrag des ZMSBw durch Hans-Hubertus Mack und Michael Epkenhans in Verbindung mit u. a. Stig Förster, Bernhard R. Kroener, Reiner Pommerin, Hew Strachan, Hans-Erich Volkmann und Bernd Wegner herausgegeben wird.
Einschlägige Forschernetzwerke bestehen etwa über den Arbeitskreis Militär und Gesellschaft in der Frühen Neuzeit (AMG) um Ralf Pröve und Bernhard R. Kroener (Universität Potsdam) und den Arbeitskreis Militärgeschichte (AKM) um Stig Förster (Universität Bern), aber auch über den eher politisch orientierten Arbeitskreis Historische Friedens- und Konfliktforschung (AKHF).
Ein klassischer Publikationsort ist die Buchreihe Krieg in der Geschichte, die im Verlag Ferdinand Schöningh erscheint.
Als bekannter Wissenschaftspreis für Militärhistoriker gilt der Werner-Hahlweg-Preis. Mit dem Wilhelm-Deist-Preis für Militärgeschichte wurde 2006 durch den Arbeitskreis Militärgeschichte ein Preis für Nachwuchswissenschaftler ausgelobt.

#### Studiengänge
Prinzipiell ist das Tätigkeitsfeld eines Militärhistorikers nicht geschützt. So nennen sich im weitesten Sinne alle Publizisten mit militärschriftstellerischen Veröffentlichungen „Militärhistoriker“. Im modernen engeren und seriösen Sinne ist allerdings ein Militärhistoriker auch ein ausgebildeter und forschender Wissenschaftler (in der Regel ein studierter Historiker mit militärhistorischem Schwerpunkt). Folglich führt zum Beruf in erster Linie das Geschichtsstudium an einer staatlichen Universität in Deutschland. Folgende Studiengänge haben einen besonderen militärhistorischen Bezug, wenngleich letztere eher politikwissenschaftlich geprägt sind:
- Military Studies (Master of Arts) am Historischen Institut der Universität Potsdam – ab dem Wintersemester 2016/17 in neuer Form als War and Conflict Studies unter der Leitung von Sönke Neitzel
- Peace and Conflict Studies (Master of Arts) am Zentrum für Konfliktstudien der Philipps-Universität Marburg
- Peace Studies (Master of Arts) am Institut für Frieden und Demokratie der Fernuniversität in Hagen – eingestellt im Jahr 2008[1].

#### Bekannte Militärhistoriker
Nach dem Historiker Sönke Neitzel (2007) wandten sich ab den 1950er Jahren folgende bekannte Historiker (wieder) der Militärgeschichte zu: Werner Hahlweg (1912–1989), Andreas Hillgruber (1925–1989), Walther Hubatsch (1915–1984), Hans-Adolf Jacobsen (1925–2016) Gerhard Ritter (1888–1967) und Percy Ernst Schramm (1894–1970).
In einer Publikation des Militärgeschichtlichen Forschungsamtes (2010) wurden exemplarisch nachfolgende Militärhistoriker vorgestellt: Hans Delbrück (1848–1929), Walter Görlitz (1913–1991), Hans von Haeften (1870–1937), Andreas Hillgruber (1925–1989), Walther Hubatsch (1915–1984), Hermann Mertz von Quirnheim (1866–1947) und Hans Meier-Welcker (1906–1983)
Der Historiker Ralf Pröve (2010) nannte folgende Historiker, die sich in der BRD und der DDR verstärkt dem Militär zuwandten: Werner Hahlweg (1912–1989), Johannes Kunisch (1937–2015), Herbert Langer (1927–2013), Konrad Repgen (1923–2017), Hans Schmidt (1930–1998), Helmut Schnitter (* 1933), Winfried Schulze (* 1942), Bernhard Sicken (* 1939) und Rainer Wohlfeil (1927–2024).

### Österreich
Im Gegensatz zum deutschen Nachbarn existiert in Österreich keine universitäre Verankerung der Disziplin. Enge wissenschaftliche Verflechtungen bestehen allerdings mit dem Heeresgeschichtlichen Museum (HGM) in Wien, welches seit den 1960er Jahren eine militärgeschichtliche Forschungsabteilung unterhält. Zuvor war diese beim Generaltruppeninspektor untergebracht. Wegbereiter der österreichischen Forschung war Museumsdirektor Johann Christoph Allmayer-Beck. Weitere Grundlagenforschung wird in der Landesverteidigungsakademie (LVA) in Wien betrieben. Beobachter beurteilen die Gegebenheiten in Österreich als Nachteil.

### Schweiz
Als Doyen der Disziplin in der Schweiz gilt Walter Schaufelberger, der seinerzeit eine militärgeschichtliche Doppelprofessur an der Universität Zürich und der ETH Zürich bekleidete. An der Universität Zürich ist es derzeit möglich ein militärgeschichtliches Doktoratsstudium zu absolvieren. Jüngst konnte Militärgeschichte ebenso als Nebenfach belegt werden. Die für die Offizierausbildung zuständige Militärakademie an der ETH Zürich (MILAK) hat im Bereich der militärwissenschaftlichen Forschung und Lehre eine Dozentur für Militärgeschichte eingerichtet. Diese wurde von 2005 bis 2012 von Rudolf Jaun besetzt, ihm folgte Michael Olsansky.
Zunehmend ist die Forschung in der Schweizerischen Vereinigung für Militärgeschichte und Militärwissenschaft (SVMM) konzentriert, wo viele Absolventen der Universitäten in Zürich und Bern (Stig Förster) wirken. Diese wird durch den Divisionär Dominique Juilland geleitet.

## Frankreich
Als Begründer der „nouvelle histoire militaire“ in Frankreich gilt André Corvisier. Er verstand es in den 1960er Jahren, die sozialgeschichtlichen und empirischen Methoden mit der Militärgeschichte zu vereinen. Zum Austausch zwischen Wissenschaftlern und Militärs gedacht, wurde 1968 das französische Zentrum für Militärgeschichte an der Universität Montpellier aus der Taufe gehoben. Trotz Zunahme der Forschung über die Jahre, konzentriert sie sich vor allem auf die Frühe Neuzeit (siehe Ancien Régime).

## Anglo-amerikanischer Raum

### Irland
Als Nestor der irischen Militärgeschichte gilt Gerard Anthony Hayes-McCoy. Er begründete 1949 die Military History Society of Ireland.

### Vereinigtes Königreich
Seit 1909 existiert im Vereinigten Königreich am All Souls College der University of Oxford der Chichele-Lehrstuhl für Kriegsgeschichte, dessen momentaner Inhaber Hew Strachan ist. Der renommierte Lehrstuhl wurde anfangs durch Journalisten und Offiziere, nach dem Zweiten Weltkrieg durch Akademiker u. a. den Doyen der modernen britischen Militärgeschichtsschreibung, Michael Howard, besetzt.
Der ebenfalls bekannte John Keegan (Royal Military Academy Sandhurst) vertrat mehr einen populären als objektiven Ansatz.
Eine zentrale Einrichtung militärwissenschaftlicher Forschung ist das seit den 1960er Jahren bestehende Department of War Studies am King’s College London. Dieses wurde durch Michael Howard begründet und war somit anfangs stark militärhistorisch geprägt. 2014 wurde ebendort das Sir Michael Howard Centre for the History of War (SMHC) eingerichtet. Das Department verfolgt allerdings einen interdisziplinären Ansatz und ist um die politikwissenschaftliche Teildisziplin Internationale Beziehungen aufgebaut.
Darüber hinaus existieren im Vereinigten Königreich weitere entsprechende Professuren, Studiengänge und Abteilungen. So wird etwa am Centre for the Study of War der University of Exeter der geschichtswissenschaftliche Masterstudiengang „War and Society“ angeboten. Weiter verbreitet sind allerdings die mehr interdisziplinär ausgerichteten militärwissenschaftlichen „War Studies“. An der University of Cambridge wurden 1912 die mittlerweile hochangesehenen Lees Knowles Lectures für Militärgeschichte begründet.
Dennis Showalter und Hew Strachan begründeten die wissenschaftliche Fachzeitschrift War in History.
Für militärhistorische Arbeiten vergibt u. a. das Royal United Services Institute den Duke of Westminster’s Medal for Military Literature.

### Vereinigte Staaten
Wesentlich beeinflusst durch die Arbeit Hans Delbrücks und den Doyen der europäischen Militärgeschichte in den USA, Peter Paret (Stanford University), setzte sich nach dem Zweiten Weltkrieg das universitäre Fach Militärgeschichte in den Vereinigten Staaten durch. Darüber hinaus förderten die ROTC-Ausbildungsprogramme für Reserveoffiziere eine Verankerung der Disziplin. So sind vor allem die Historiker Edward M. Coffman (University of Wisconsin–Madison), Allan R. Millett (Ohio State University), Theodore Ropp (Duke University), John W. Shy (University of Michigan) und Russell Weigley (Temple University) zu nennen, die wichtige Beiträge leisteten.
Gastprofessuren wie der Harold Keith Johnson Chair of Military History am United States Army War College und Vortragsreihen wie die Harmon Memorial Lectures in Military History an der United States Air Force Academy haben sich etabliert.
Die weltweit führende wissenschaftliche Vereinigung ist die Society for Military History. Diese gibt seit 1938 das Journal of Military History heraus und zeichnet Militärhistoriker für ihr Lebenswerk mit dem renommierten Samuel Eliot Morison Prize aus.
Für Amerikanische Militärgeschichte wird seit 2007 der 100.000 Dollar dotierte Pritzker Literature Award for Lifetime Achievement in Military Writing durch das Pritzker Military Museum & Library in Chicago, Illinois vergeben.
Die American Historical Association vergibt den Paul Birdsall Prize für Europäische Militär- und Strategiegeschichte.

## Berufsfelder
Grundsätzlich stehen dem Militärhistoriker ähnliche Berufsfelder wie anders spezialisierten Historikern offen. Der tatsächlich ausgeübte Beruf hängt in besonderem Maße vom länderspezifischen Umfeld ab. So arbeiten Militärhistoriker etwa als Publizisten, in den Medien und im Journalismus, sie sind in der freiberuflichen und institutionalisierten Wissenschaft (Forschungseinrichtungen und Hochschulen, sofern Schwerpunkte oder Lehrstühle ein Angebot schaffen) tätig, sind bei Stiftungen aktiv, oder wirken bei nationalen und internationalen Organisationen bzw. in der strategischen und sicherheitspolitischen Beratung. Auch bei Streitkräften sind entsprechende militärische oder zivile Berufsfelder auszumachen. Wichtige Tätigkeitsfelder sind darüber hinaus die Arbeiten als Archivar und Bibliothekar sowie als Kurator in einem militärhistorisch spezialisierten Museum (siehe u. a. das Militärhistorische Museum der Bundeswehr in Dresden oder das Bayerische Armeemuseum in Ingolstadt).

## Internationale Organisationen
Länderübergreifend sind Militärhistoriker u. a. über die Internationale Kommission für Militärgeschichte (ICMH) verbunden.
Mit der Society for Medieval Military History (De Re Militari) existiert eine internationale Vereinigung für mittelalterliche Militärgeschichte. De Re Militari veröffentlicht das Journal of Medieval Military History und vergibt u. a. den J. F. Verbruggen Prize an Militärhistoriker.